# 유천초등학교 (강원)
유천초등학교(楡川初等學校)는 대한민국 강원특별자치도 강릉시에 있는 공립 초등학교이다.

## 연혁
- 2020년 3월 1일 : 개교